# Delictes contra l'ordenació del territori
Els delictes contra l'ordenació del territori, tipificats per primera vegada en els articles 319 i 320 del Codi penal de 1995, són la vessant penal de la disciplina urbanística, i castiguen tant la comissió d'infraccions urbanístiques (art. 319) com la concessió irregular de llicències (art. 320).

## Article 319

### Tipus bàsic
- Fet punible: dur a terme una edificació no autorizable en sòl no urbanitzable (també conegut com a rústic).
- Presó de sis mesos a dos anys (art. 319.2).
- Multa de 12 a 24 mesos.
- Inhabilitació especial per a professió o ofici de 6 mesos a 3 anys.

### Tipus agreujat
- Fet punible: dur a terme una construcció no autoritzada en sòls destinats a vials,  zones verdes, béns de domini públic o llocs que tenguin legal o administrativament reconegut el seu valor paisatgístic, ecològic, artístic, històric o cultural, o pels mateixos motius hagin estat considerats d'especial protecció (art. 319.1).
- Presó de sis mesos a tres anys.
- Multa de 12 a 24 mesos.
- Inhabilitació especial per a professió o ofici de 6 mesos a 3 anys.

### Mesura accessòria
En qualsevol cas, els jutges i tribunals motivadament podran ordenar la demolició de l'obra a càrrec de l'autor dels fets, sense perjudici de les indemnitzacions degudes a tercers de bona fe (art. 319.3).

## Article 320
- Fet punible: haver informat favorablement projectes d'edificació o la concessió de llicències contràries a les normes urbanístiques vigents; o haver resolt o haver votat a favor de la seva concessió, per un mateix o com a membre d'un organisme col·legiat, amb coneixement de la seva injustícia.
- Presó de 6 mesos a 2 anys o multa de 12 a 24 mesos.
- Inhabilitació especial per ocupació o càrrec públic de 7 a 10 anys.

## Atenuant
Si el culpable hagués procedit voluntàriament a reparar el mal causat, els jutges i tribunals li imposaran la pena inferior en grau a les respectivament previstes (art. 340).

## Agreujant
Quan les conductes esmentades abans afectin algun espai natural protegit, s'imposaran les penes superiors en grau a les respectivament previstes (art. 338).

## Mesures cautelars
Els jutges o tribunals, motivadament, podran ordenar l'adopció, a càrrec de l'autor del fet, de mesures encaminades a restaurar l'equilibri ecològic pertorbat, així com adoptar qualsevol altra mesura cautelar necessària per a la protecció dels béns tutelats (art. 339).